# Črvar
Črvar is een plaats in de gemeente Poreč in de Kroatische provincie Istrië. De plaats telt 99 inwoners (2001).